# Heinrich Fischer (Politiker, 1890)
Heinrich Fischer (* 13. Mai 1890 in Burg-Kauper; † 1946) war ein deutscher Landwirt und Politiker (DNVP, CNBL).

## Leben
Nach dem Volksschulabschluss und dem Besuch landwirtschaftlicher Fortbildungskurse arbeitete Fischer als selbständiger Landwirt in Burg-Kauper. Neben seiner beruflichen Tätigkeit war er stellvertretender Vorsitzender der Kreisabteilung Cottbus des Preußischen Landgemeindeverbandes und stellvertretendes Vorstandsmitglied der Kreissynode. Er war zunächst stellvertretender Vorsitzender und wurde 1928 zum Vorsitzenden des Kreislandbundes Cottbus gewählt.
Während der Zeit der Weimarer Republik trat Fischer in die Deutschnationale Volkspartei (DNVP) ein. Seit 1920 war er Gemeindevorsteher in Burg-Kauper und Kreistagsmitglied des Landkreises Cottbus. Im Mai 1928 wurde über den Wahlkreis 5 (Frankfurt a. O.) in den Preußischen Landtag gewählt, wo er bis zum 9. August 1930 der DNVP-Fraktion angehörte. Er trat aus der DNVP aus, war sodann fraktionsloser Abgeordneter und wurde am 14. Oktober 1930, nachdem er sich der Christlich-Nationalen Bauern- und Landvolkpartei (CNBL) angeschlossen hatte, Mitglied der Deutschen Fraktion. 1930 wurde er zum Kreisvorsitzenden der CNBL in Cottbus gewählt. Zwei Jahre später schied er mit Ablauf der Legislaturperiode aus dem Landtag aus. 1933 war er für die Kampffront Schwarz-Weiß-Rot/NSDAP Mitglied des Provinziallandtages der Provinz Brandenburg.